# Wybory do Parlamentu Europejskiego w Polsce w 2004 roku
Wybory posłów do Parlamentu Europejskiego w 2004 odbyły się 13 czerwca. Obywatele głosujący w Polsce dokonali wyboru 54 spośród łącznej liczby 732 deputowanych, którzy zasiedli w Parlamencie Europejskim. Były to pierwsze eurowybory przeprowadzone w Polsce.

## Okręgi wyborcze

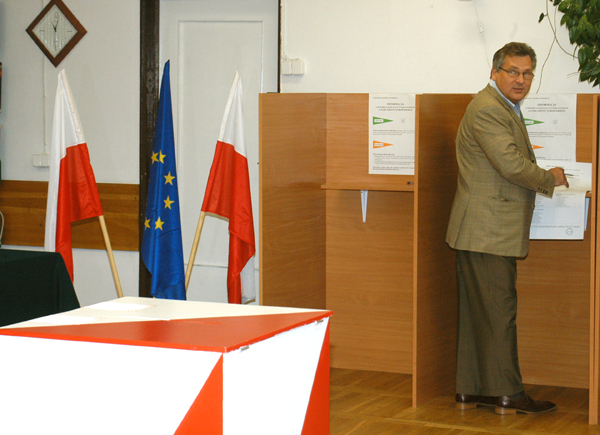
Prezydent Aleksander Kwaśniewski podczas głosowania

W wyborach do Parlamentu Europejskiego w Polsce obowiązuje 13 okręgów wyborczych:
| Numer       | Obszar                                                              | Siedziba okręgowej komisji wyborczej |
| ----------- | ------------------------------------------------------------------- | ------------------------------------ |
| Okręg nr 1  | województwo pomorskie                                               | Gdańsk                               |
| Okręg nr 2  | województwo kujawsko-pomorskie                                      | Bydgoszcz                            |
| Okręg nr 3  | województwo podlaskie i warmińsko-mazurskie                         | Olsztyn                              |
| Okręg nr 4  | Warszawa z 8 powiatami województwa mazowieckiego                    | Warszawa                             |
| Okręg nr 5  | 4 miasta na prawach powiatu i 29 powiatów województwa mazowieckiego | Warszawa                             |
| Okręg nr 6  | województwo łódzkie                                                 | Łódź                                 |
| Okręg nr 7  | województwo wielkopolskie                                           | Poznań                               |
| Okręg nr 8  | województwo lubelskie                                               | Lublin                               |
| Okręg nr 9  | województwo podkarpackie                                            | Rzeszów                              |
| Okręg nr 10 | województwo małopolskie i świętokrzyskie                            | Kraków                               |
| Okręg nr 11 | województwo śląskie                                                 | Katowice                             |
| Okręg nr 12 | województwo dolnośląskie i opolskie                                 | Wrocław                              |
| Okręg nr 13 | województwo lubuskie i zachodniopomorskie                           | Gorzów Wielkopolski                  |

## Komitety
Zawiadomienia złożyło ostatecznie 31 komitetów. 14 z nich zarejestrowało listy w całym kraju, 7 zarejestrowało listy w części okręgów, a 10 nie zarejestrowało żadnej listy.
Komitety ogólnopolskie
Wykaz komitetów wyborczych, które w wyznaczonym czasie zarejestrowały listy we wszystkich 13 okręgach (wraz ze wszystkimi partiami startującymi z ich list):
- Komitet Wyborczy Platforma Obywatelska Rzeczypospolitej Polskiej
- Komitet Wyborczy Polska Partia Pracy
- Komitet Wyborczy Samoobrona RP
- Koalicyjny Komitet Wyborczy Sojusz Lewicy Demokratycznej – Unia Pracy
- Komitet Wyborczy Unia Polityki Realnej
- Narodowy Komitet Wyborczy Wyborców → z list komitetu startowały Zjednoczenie Chrześcijańsko-Narodowe (większość), Chrześcijańska Demokracja III RP i Stronnictwo Demokratyczne oraz jeden członek PO, szef Konfederacji Polski Niepodległej i jedna członkini Republikańskiej Partii Społecznej
- Komitet Wyborczy Inicjatywa dla Polski
- Komitet Wyborczy Wyborców Socjaldemokracji Polskiej
- Komitet Wyborczy Prawo i Sprawiedliwość → z list komitetu startowali także członkowie Zjednoczenia Chrześcijańsko-Narodowego (częściowo) i jedna członkini Republikańskiej Partii Społecznej
- Komitet Wyborczy Liga Polskich Rodzin → z list komitetu startował także członek Polskiego Bloku Ludowego
- Komitet Wyborczy Wyborców – Ogólnopolski Komitet Obywatelski „OKO” → z list komitetu startowały Polska Unia Gospodarcza i Stronnictwo Pracy oraz jeden członek PSL i jeden członek Partii Ludowo-Demokratycznej
- Komitet Wyborczy Unii Wolności
- Komitet Wyborczy Polskie Stronnictwo Ludowe
- Koalicyjny Komitet Wyborczy KPEiR-PLD → z list komitetu startowali także członkowie Centrolewicy RP i Polskiej Partii Socjalistycznej

Komitety regionalne
Wykaz komitetów, które zarejestrowały listy w niektórych okręgach (wraz ze wszystkimi partiami startującymi z ich list):
- Komitet Wyborczy Wyborców Konfederacja Ruch Obrony Bezrobotnych (okręgi: 3, 4, 6, 7, 8, 9, 11, 12 i 13) → z list komitetu startowały Ruch Obrony Bezrobotnych, Konfederacja Polski Niepodległej – Obóz Patriotyczny, Krajowe Porozumienie Emerytów i Rencistów Rzeczypospolitej Polskiej oraz członek Partii Victoria
- Komitet Wyborczy Polskiej Partii Narodowej (okręgi: 3, 5 i 6)
- Komitet Wyborczy Wyborców Zieloni 2004 (okręgi: 4, 11 i 12)
- Komitet Wyborczy Antyklerykalnej Partii Postępu „Racja” (okręgi: 11 i 12)
- Komitet Wyborczy Narodowego Odrodzenia Polski (okręgi: 6 i 12)
- Komitet Wyborczy Demokratycznej Partii Lewicy (okręg 13) → z listy komitetu startował także jeden członek APP „Racja”
- Komitet Wyborczy Wyborców „Razem dla Przyszłości” (okręg 4)

Pozostałe komitety
Wykaz komitetów, które nie zarejestrowały listy w żadnym okręgu:
- Komitet Wyborczy Praca Zdrowie Ekologia – PZE
- Komitet Wyborczy Nowej Lewicy
- Komitet Wyborczy Wyborców Grupa Ludzi Kreatywnych
- Śląski Komitet Wyborczy Wyborców
- Komitet Wyborczy Wyborców Absolwentów Grandes Ecoles AGE
- Komitet Wyborczy Wyborców Polska Droga
- Komitet Wyborczy Wyborców „Młodzi do Europy”
- Komitet Wyborczy Wyborców „Racja Stanu”
- Komitet Wyborczy Wyborców Krystyny Mikulanki
- Komitet Wyborczy Wyborców „Nowi Ludzie w Polskiej Europie”

## Numery list komitetów wyborczych
- Numer 1 – Komitet Wyborczy Platforma Obywatelska Rzeczypospolitej Polskiej
- Numer 2 – Komitet Wyborczy Polska Partia Pracy
- Numer 3 – Komitet Wyborczy Samoobrona RP
- Numer 4 – Koalicyjny Komitet Wyborczy Sojusz Lewicy Demokratycznej – Unia Pracy
- Numer 5 – Komitet Wyborczy Unia Polityki Realnej
- Numer 6 – Narodowy Komitet Wyborczy Wyborców
- Numer 7 – Komitet Wyborczy Inicjatywa dla Polski
- Numer 8 – Komitet Wyborczy Wyborców Socjaldemokracji Polskiej
- Numer 9 – Komitet Wyborczy Prawo i Sprawiedliwość
- Numer 10 – Komitet Wyborczy Liga Polskich Rodzin
- Numer 11 – Komitet Wyborczy Wyborców – Ogólnopolski Komitet Obywatelski „OKO”
- Numer 12 – Komitet Wyborczy Unii Wolności
- Numer 13 – Komitet Wyborczy Polskie Stronnictwo Ludowe
- Numer 14 – Koalicyjny Komitet Wyborczy KPEiR-PLD
- Numer 15 – Komitet Wyborczy Antyklerykalnej Partii Postępu „Racja”
- Numer 16 – Komitet Wyborczy Polskiej Partii Narodowej
- Numer 17 – Komitet Wyborczy Wyborców Konfederacja Ruch Obrony Bezrobotnych
- Numer 18 – Komitet Wyborczy Wyborców Zieloni 2004
- Numer 19 – Komitet Wyborczy Narodowego Odrodzenia Polski
- Numer 20 – Komitet Wyborczy Demokratycznej Partii Lewicy
- Numer 20 – Komitet Wyborczy Wyborców „Razem dla Przyszłości”

## Liderzy list wyborczych komitetów ogólnopolskich w okręgach
| Okręg | PO                   | PPP                 | SRP                  | SLD-UP                      | UPR                     | NKWW                       | IdP                     | SDPL                       | PiS                 | LPR                 | OKO                             | UW                            | PSL                   | KPEiR-PLD            | Racja PL            | PPN             | KROB              | Zieloni              | NOP            |
| ----- | -------------------- | ------------------- | -------------------- | --------------------------- | ----------------------- | -------------------------- | ----------------------- | -------------------------- | ------------------- | ------------------- | ------------------------------- | ----------------------------- | --------------------- | -------------------- | ------------------- | --------------- | ----------------- | -------------------- | -------------- |
| Okręg |                      |                     |                      |                             |                         |                            |                         |                            |                     |                     |                                 |                               |                       |                      |                     |                 |                   |                      |                |
| 1     | Janusz Lewandowski   | Beata Chronowska    | Bogdan Sedler        | Joanna Senyszyn             | Kazimierz Koralewski    | Marcin Pliński             | Danuta Kobylińska-Walas | Jerzy Młynarczyk           | Anna Fotyga         | Robert Strąk        | Krzysztof Kremky                | Olga Krzyżanowska             | Krzysztof Sławski     | Tadeusz Rocławski    | –                   | –               | –                 | –                    | –              |
| 2     | Jacek Bendykowski    | Grzegorz Kulczycki  | Waldemar Nowakowski  | Jerzy Wenderlich            | Wojciech Nowacki        | Maria Śliwińska            | Piotr Radzicki          | Jan Mikołajczak            | Zbigniew Girzyński  | Anna Sobecka        | Stefan Pastuszewski             | Marian Filar                  | Eugeniusz Kłopotek    | Marek Majewski       | –                   | –               | –                 | –                    | –              |
| 3     | Barbara Kudrycka     | Kazimierz Lubowicki | Bolesław Borysiuk    | Janusz Lorenz               | Bogumił Kowszuk         | Gniewomir Rokosz-Kuczyński | Janusz Lewko            | Wojciech Szewko            | Aleksander Szczygło | Bogusław Rogalski   | Franciszek Siemieniako          | Michał Klinger                | Stanisław Żelichowski | Marek Żejmo          | –                   | Iwona Zielinko  | Janina Radomska   | –                    | –              |
| 4     | Paweł Piskorski      | Andrzej Chyłek      | Michał Woszczerowicz | Piotr Gadzinowski           | Stanisław Wojtera       | Bohdan Cywiński            | Barbara Borys-Damięcka  | Dariusz Rosati             | Michał Kamiński     | Wojciech Wierzejski | Albert Światopełk-Czetwertyński | Bronisław Geremek             | Mirosław Ząbek        | Roman Jagieliński    | –                   | –               | Ireneusz Kosmahl  | Urszula Burkot       | –              |
| 5     | Krzysztof Bobiński   | Michał Janiszewski  | Marek Czarnecki      | Marian Woronin              | Andrzej Nowakowski      | Jan Rejczak                | Józef Szabłowski        | Krzysztof Toeplitz         | Marian Piłka        | Dariusz Grabowski   | Andrzej Kowalczyk               | Agata Morgan                  | Adam Struzik          | Tomasz Mamiński      | –                   | Beata Maksymiak | –                 | –                    | –              |
| 6     | Jacek Saryusz-Wolski | Andrzej Ślipko      | Bogdan Golik         | Mieczysław Teodorczyk       | Kacper Korwin-Mikke     | Wojciech Łaszkiewicz       | Sławomir Owczarski      | Marek Górski               | Paweł Zalewski      | Ryszard Bender      | Rafał Kasprzyk                  | Cezary Józefiak               | Janusz Wojciechowski  | Krzysztof Rutkowski  | –                   | Mariusz Opala   | Edward Dulewicz   | –                    | Maciej Janicki |
| 7     | Filip Kaczmarek      | Mariusz Pawluk      | Jan Masiel           | Marek Siwiec                | Artur Szubert           | Marek Waszkowiak           | Wojciech Kaczmarek      | Elżbieta Smorawińska       | Marcin Libicki      | Witold Tomczak      | Wojciech Cichy                  | Jan Kułakowski                | Andrzej Grzyb         | Włodzimierz Wycisk   | –                   | –               | Przemysław Sytek  | –                    | –              |
| 8     | Zbigniew Zaleski     | Andrzej Borys       | Wiesław Kuc          | Irena Kurzępa               | Wojciech Naja           | Józef Bergier              | Andrzej Ciołko          | Zofia Dobrzańska-Czernicka | Paweł Poncyljusz    | Mirosław Piotrowski | Anna Paschke                    | Piotr Cywiński                | Zdzisław Podkański    | Stanisław Duszak     | –                   | –               | Elżbieta Postulka | –                    | –              |
| 9     | Jan Tomaka           | Jerzy Wróbel        | Andrzej Lewiński     | Krzysztof Martens           | Zbigniew Sycz           | Andrzej Mazurkiewicz       | Marian Liwo             | Elżbieta Dynia             | Mieczysław Janowski | Andrzej Zapałowski  | Antoni Kamiński                 | Grażyna Tomczyk               | Aleksander Bentkowski | Leszek Wołoszyński   | –                   | –               | Czesław Buksiński | –                    | –              |
| 10    | Bogdan Klich         | Mariusz Olszewski   | Leopold Rutowicz     | Bogdan Podgórski            | Stanisław Michalkiewicz | Józef Lassota              | Andrzej Zacharzewski    | Edward Linde-Lubaszenko    | Adam Bielan         | Bogdan Pęk          | Tomasz Stachera                 | Janusz Onyszkiewicz           | Czesław Siekierski    | Włodzimierz Stachura | –                   | –               | –                 | –                    | –              |
| 11    | Jerzy Buzek          | Daniel Podrzycki    | Tomasz Sudoł         | Adam Gierek                 | Andrzej Misiołek        | Janusz Frąckowiak          | Wilibald Winkler        | Genowefa Grabowska         | Wojciech Roszkowski | Maciej Giertych     | Eugeniusz Hryniewicz            | Grażyna Staniszewska          | Władysław Serafin     | Michał Figlus        | Henryk Kunik        | –               | Adam Słomka       | Maria Śliwowska      | –              |
| 12    | Jacek Protasiewicz   | Tomasz Adamski      | Richard Czarnecki    | Lidia Geringer de Oedenberg | Janusz Korwin-Mikke     | Jan Waszkiewicz            | Andrzej Wiszniewski     | Józef Pinior               | Konrad Szymański    | Sylwester Chruszcz  | Jerzy Popławski                 | Violetta Kutlubasis-Krajewska | Tadeusz Samborski     | Bożena Kozłowska     | Tadeusz Tułasiewicz | –               | Anna Mellem       | Małgorzata Maćkowska | Tomasz Perek   |
| 13    | Zdzisław Chmielewski | Ryszard Brzuzy      | Jarosław Wierczuk    | Bogusław Liberadzki         | Jacek Katzer            | Wojciech Żebrowski         | Julian Lewiński         | Ewa Freyberg               | Czesław Hoc         | Tomasz Wójcik       | Antoni Feldon                   | Marcin Święcicki              | Jan Andrykiewicz      | Sławomir Machowicz   | –                   | –               | Zenon Fabianowicz | –                    | –              |

| Okręg wyborczy         | Nazwa Komitetu | Nazwa Komitetu              | Numer 1 na liście     |
| ---------------------- | -------------- | --------------------------- | --------------------- |
| 13 Gorzów Wielkopolski |                | Demokratyczna Partia Lewicy | Elżbieta Wasiak       |
| 4 Warszawa             |                | KWW „Razem dla Przyszłości” | Krystyna Krzekotowska |

## Wyniki głosowania i wyniki wyborów
Wszystkie poniższe dane na podstawie obwieszczenia Państwowej Komisji Wyborczej z 15 czerwca 2004.
| Komitet wyborczy | Komitet wyborczy                                                      | Głosy     | Głosy  | Mandaty | Mandaty |
| Komitet wyborczy | Komitet wyborczy                                                      | Liczba    | %      | Liczba  | %       |
| ---------------- | --------------------------------------------------------------------- | --------- | ------ | ------- | ------- |
|                  | Platforma Obywatelska RP                                              | 1 467 775 | 24,10  | 15      | 27,78   |
|                  | Liga Polskich Rodzin                                                  | 969 689   | 15,92  | 10      | 18,52   |
|                  | Prawo i Sprawiedliwość                                                | 771 858   | 12,67  | 7       | 12,96   |
|                  | Samoobrona Rzeczpospolitej Polskiej                                   | 656 782   | 10,78  | 6       | 11,11   |
|                  | KKW Sojusz Lewicy Demokratycznej – Unia Pracy                         | 569 311   | 9,35   | 5       | 9,26    |
|                  | Unia Wolności                                                         | 446 549   | 7,33   | 4       | 7,41    |
|                  | Polskie Stronnictwo Ludowe                                            | 386 340   | 6,34   | 4       | 7,41    |
|                  | KWW Socjaldemokracji Polskiej                                         | 324 707   | 5,33   | 3       | 5,56    |
|                  |                                                                       |           |        |         |         |
|                  | Unia Polityki Realnej                                                 | 113 675   | 1,87   | –       | –       |
|                  | Narodowy KWW                                                          | 94 867    | 1,56   | –       | –       |
|                  | Inicjatywa dla Polski                                                 | 88 565    | 1,45   | –       | –       |
|                  | KKW Krajowa Partia Emerytów i Rencistów – Partia Ludowo-Demokratyczna | 48 667    | 0,80   | –       | –       |
|                  | KWW Konfederacja Ruch Obrony Bezrobotnych                             | 36 937    | 0,61   | –       | –       |
|                  | KWW – Ogólnopolski Komitet Obywatelski „OKO”                          | 35 180    | 0,58   | –       | –       |
|                  | Polska Partia Pracy                                                   | 32 807    | 0,54   | –       | –       |
|                  | Antyklerykalna Partia Postępu „Racja”                                 | 18 068    | 0,30   | –       | –       |
|                  | Zieloni 2004                                                          | 16 288    | 0,27   | –       | –       |
|                  | Demokratyczna Partia Lewicy                                           | 5513      | 0,09   | –       | –       |
|                  | Razem dla Przyszłości                                                 | 2897      | 0,05   | –       | –       |
|                  | Narodowe Odrodzenie Polski                                            | 2546      | 0,04   | –       | –       |
|                  | Polska Partia Narodowa                                                | 2510      | 0,04   | –       | –       |
|                  |                                                                       |           |        |         |         |
| Ogółem           | Ogółem                                                                | 6 091 531 | 100,00 | 54      | 100,00  |
| Głosy nieważne   | Głosy nieważne                                                        | 167 019   | 2,67   |         |         |
| Frekwencja       | Frekwencja                                                            | 6 258 550 | 20,87  |         |         |

Zwycięzcy w poszczególnych okręgach w wyborach do Parlamentu Europejskiego

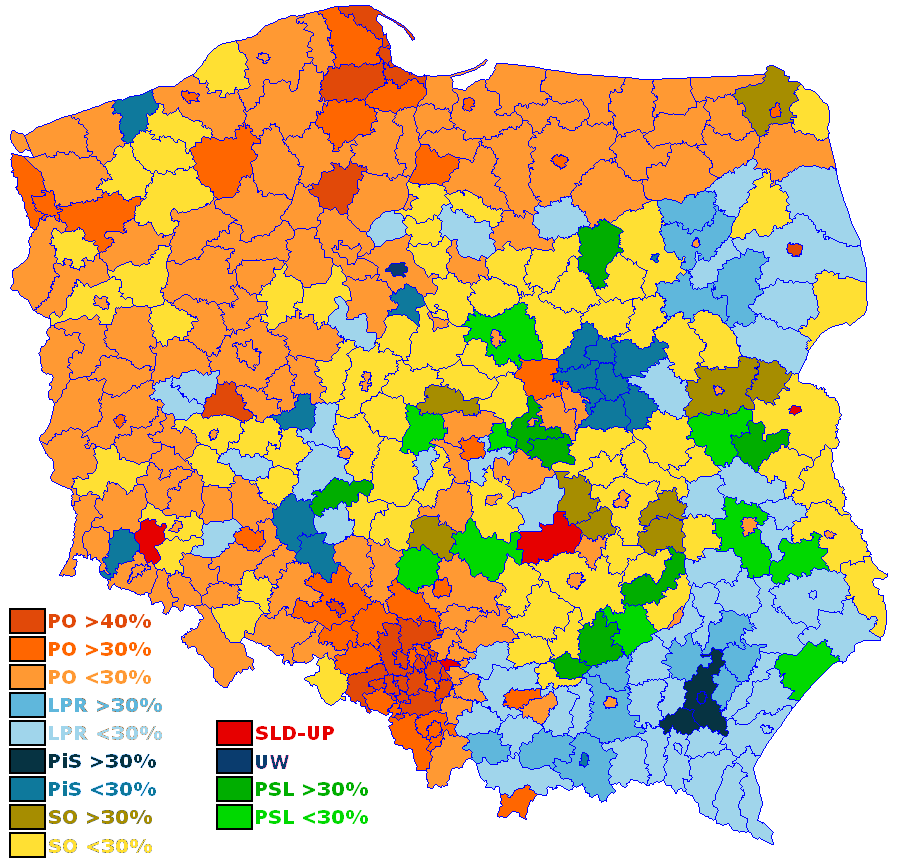
Wyniki wyborów do Parlamentu Europejskiego w poszczególnych powiatach

Podział mandatów i rozkład procentowy poparcia w wyniku wyborów z uwzględnieniem podziału na późniejszą większość rządzącą w kolejności: ugrupowania komisyjne, opozycja parlamentarna i pozaparlamentarna (komitety, które nie przekroczyły 1% poparcia w skali kraju, potraktowano zbiorczo):
|    |     |        |      |    |     |     |     |
| ↓  |     |        |      |    |     |     |     |
| 15 | 4   | 5      | 3    | 4  | 10  | 7   | 6   |
| PO | PSL | SLD–UP | SDPL | UW | LPR | PiS | SRP |

|    |     |        |      |    |     |     |     |  |  |  |  |
|    |     |        |      |    |     |     |     |  |  |  |  |
| PO | PSL | SLD–UP | SDPL | UW | LPR | PiS | SRP |  |  |  |  |

### Wyniki w skali okręgów

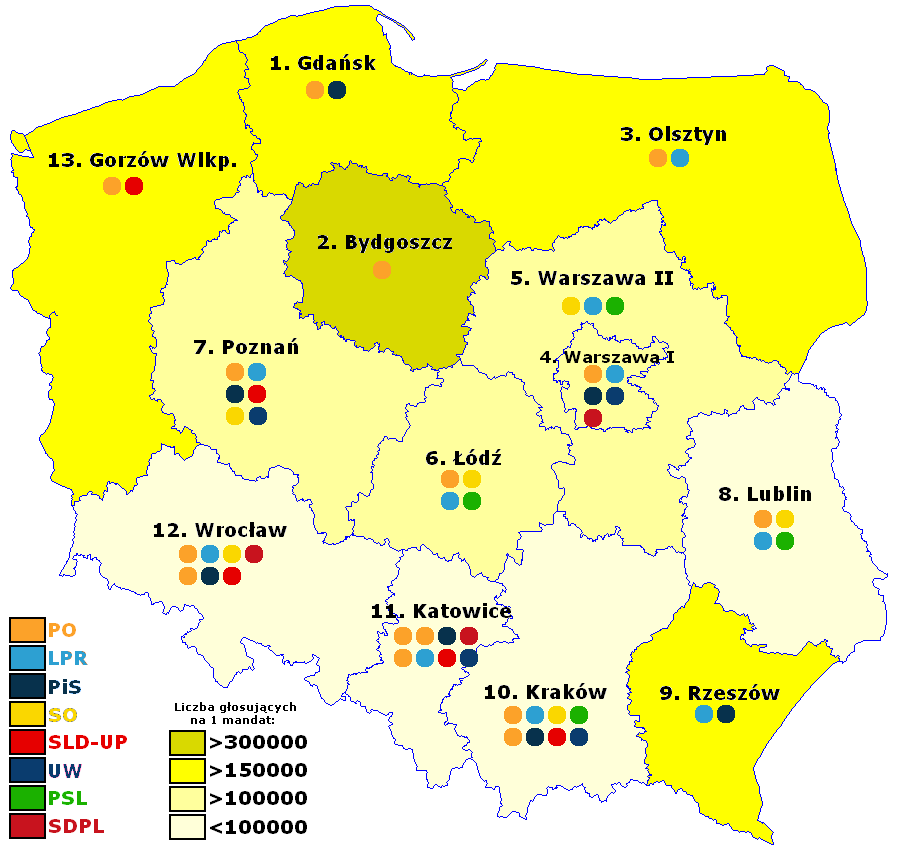
Podział mandatów pomiędzy komitety wyborcze w poszczególnych okręgach. Tło: liczba głosujących, jaka przypadła na 1 mandat

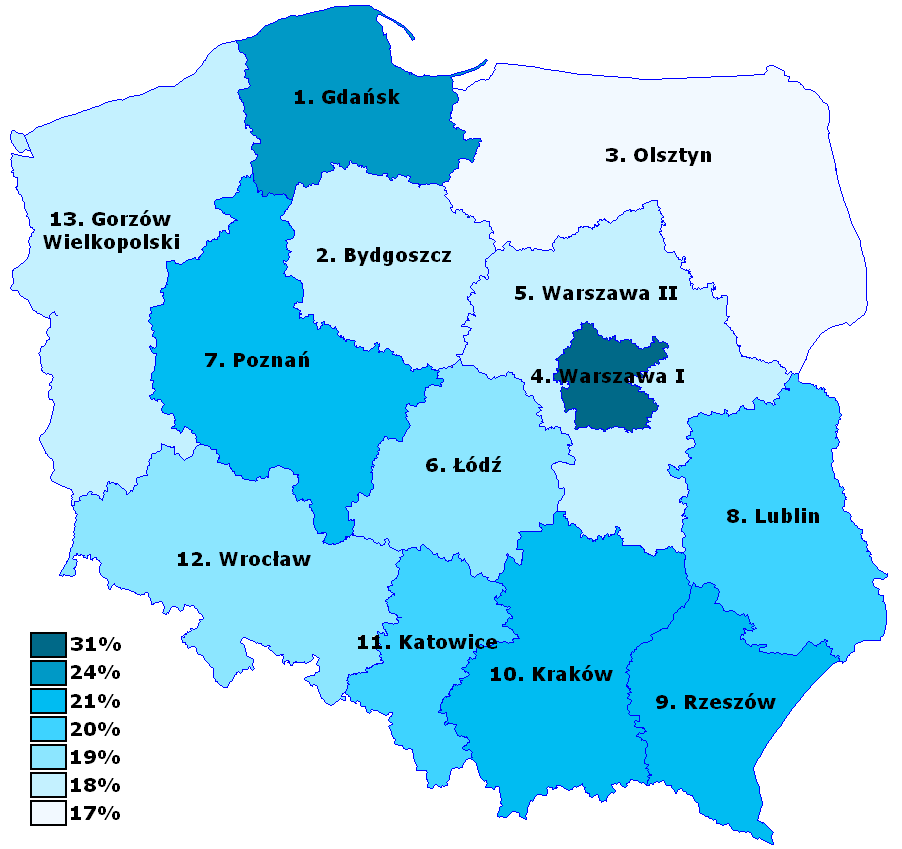
Frekwencja w poszczególnych okręgach wyborczych

#### Wyniki głosowania
Wszystkie dane wyrażono w procentach.
| Okręg  |       |       |       |       |        |       |       |       |      |      |      |             |      |      |      |          |         |      |      |      |      | Frekwencja |
| Okręg  | PO    | LPR   | PiS   | SRP   | SLD-UP | UW    | PSL   | SDPL  | UPR  | NKWW | IdP  | KPEiR – PLD | KROB | OKO  | PPP  | Racja PL | Zieloni | DPL  | RdP  | NOP  | PPN  | Frekwencja |
| ------ | ----- | ----- | ----- | ----- | ------ | ----- | ----- | ----- | ---- | ---- | ---- | ----------- | ---- | ---- | ---- | -------- | ------- | ---- | ---- | ---- | ---- | ---------- |
| 1      | 36,02 | 13,79 | 11,61 | 8,27  | 6,16   | 7,65  | 2,53  | 5,86  | 1,83 | 3,41 | 0,85 | 1,10        | –    | 0,41 | 0,52 | –        | –       | –    | –    | –    | –    | 24,04      |
| 2      | 24,02 | 15,82 | 9,14  | 11,80 | 10,72  | 10,76 | 6,93  | 4,86  | 1,65 | 0,70 | 1,14 | 1,22        | –    | 0,64 | 0,62 | –        | –       | –    | –    | –    | –    | 18,69      |
| 3      | 26,99 | 18,71 | 11,47 | 12,97 | 8,83   | 3,66  | 5,33  | 3,78  | 1,17 | 1,81 | 1,52 | 0,95        | 1,04 | 0,89 | 0,67 | –        | –       | –    | –    | –    | 0,22 | 17,61      |
| 4      | 16,75 | 10,54 | 22,69 | 3,63  | 6,35   | 18,93 | 1,94  | 12,57 | 2,20 | 0,64 | 1,33 | 0,39        | 0,20 | 0,34 | 0,28 | –        | 0,75    | –    | 0,45 | –    | –    | 31,51      |
| 5      | 15,98 | 18,68 | 11,09 | 20,84 | 6,51   | 3,03  | 14,30 | 3,84  | 1,79 | 0,92 | 0,76 | 0,71        | –    | 0,53 | 0,75 | –        | –       | –    | –    | –    | 0,27 | 17,99      |
| 6      | 23,20 | 16,87 | 9,25  | 13,50 | 9,88   | 3,87  | 10,44 | 4,61  | 2,39 | 1,18 | 0,59 | 1,66        | 1,06 | 0,58 | 0,43 | –        | –       | –    | –    | 0,28 | 0,21 | 19,49      |
| 7      | 20,73 | 13,15 | 10,82 | 11,41 | 11,90  | 10,73 | 7,13  | 3,53  | 1,35 | 2,76 | 2,84 | 0,78        | 1,21 | 1,15 | 0,52 | –        | –       | –    | –    | –    | –    | 21,19      |
| 8      | 15,80 | 23,60 | 9,74  | 16,01 | 7,21   | 2,29  | 14,66 | 4,12  | 1,38 | 2,08 | 0,96 | 0,62        | 0,35 | 0,63 | 0,55 | –        | –       | –    | –    | –    | –    | 20,66      |
| 9      | 13,42 | 24,00 | 19,63 | 11,33 | 8,62   | 1,98  | 11,15 | 3,00  | 1,12 | 1,80 | 0,71 | 0,86        | 0,91 | 0,96 | 0,49 | –        | –       | –    | –    | –    | –    | 21,61      |
| 10     | 22,33 | 20,65 | 14,89 | 10,02 | 7,13   | 7,85  | 7,51  | 3,40  | 1,78 | 1,86 | 1,06 | 0,59        | –    | 0,38 | 0,54 | –        | –       | –    | –    | –    | –    | 21,13      |
| 11     | 36,01 | 12,09 | 9,50  | 6,42  | 12,58  | 5,49  | 3,07  | 5,38  | 1,12 | 0,95 | 2,26 | 0,57        | 1,32 | 0,34 | 0,64 | 1,39     | 0,87    | –    | –    | –    | –    | 20,83      |
| 12     | 27,31 | 14,22 | 9,40  | 11,79 | 12,15  | 5,37  | 2,85  | 4,94  | 4,09 | 1,22 | 2,26 | 0,72        | 0,32 | 0,47 | 0,57 | 1,26     | 0,82    | –    | –    | 0,25 | –    | 19,29      |
| 13     | 25,97 | 12,08 | 11,86 | 13,37 | 11,62  | 5,96  | 3,54  | 6,34  | 1,71 | 1,36 | 1,05 | 1,02        | 1,37 | 0,71 | 0,54 | –        | –       | 1,48 | –    | –    | –    | 18,06      |
| Polska | 24,10 | 15,92 | 12,67 | 10,78 | 9,35   | 7,33  | 6,34  | 5,33  | 1,87 | 1,56 | 1,45 | 0,80        | 0,61 | 0,58 | 0,54 | 0,30     | 0,27    | 0,09 | 0,05 | 0,04 | 0,04 | 20,87      |

#### Podział mandatów
| Okręg  | PO | LPR | PiS | SRP | SLD-UP | UW | PSL | SDPL | Razem |
| ------ | -- | --- | --- | --- | ------ | -- | --- | ---- | ----- |
| Okręg  |    |     |     |     |        |    |     |      | Razem |
| 1      | 1  | –   | 1   | –   | –      | –  | –   | –    | 2     |
| 2      | 1  | –   | –   | –   | –      | –  | –   | –    | 1     |
| 3      | 1  | 1   | –   | –   | –      | –  | –   | –    | 2     |
| 4      | 1  | 1   | 1   | –   | –      | 1  | –   | 1    | 5     |
| 5      | –  | 1   | –   | 1   | –      | –  | 1   | –    | 3     |
| 6      | 1  | 1   | –   | 1   | –      | –  | 1   | –    | 4     |
| 7      | 1  | 1   | 1   | 1   | 1      | 1  | –   | –    | 6     |
| 8      | 1  | 1   | –   | 1   | –      | –  | 1   | –    | 4     |
| 9      | –  | 1   | 1   | –   | –      | –  | –   | –    | 2     |
| 10     | 2  | 1   | 1   | 1   | 1      | 1  | 1   | –    | 8     |
| 11     | 3  | 1   | 1   | –   | 1      | 1  | –   | 1    | 8     |
| 12     | 2  | 1   | 1   | 1   | 1      | –  | –   | 1    | 7     |
| 13     | 1  | –   | –   | –   | 1      | –  | –   | –    | 2     |
| Polska | 15 | 10  | 7   | 6   | 5      | 4  | 4   | 3    | 54    |